# مسند (علم حدیث)
مُسنَد اصطلاحی در علم حدیث است و به احادیثی گفته می‌شود که سلسلهٔ راویانش تا فرد معصوم منقطع نباشد. کتاب‌های مسند به کتاب‌های حدیثی گفته می‌شود که روایات آن براساس ترتیب صحابه گرد آمده‌باشد. از بزرگ‌ترین مسندهای موجود، مسند احمد بن حنبل است. از مسندهای جدید نیز می‌توان به المسند الجامع اشاره کرد.